# Hans-Wilhelm Birker
Hans-Wilhelm Birker (* 25. Mai 1923 in Duisburg; † 1995 in Kiel) war ein deutscher Sanitätsoffizier. Im Marinesanitätsdienst war er zuletzt Admiralarzt der Bundeswehr.

## Leben
Hans-Wilhelm Birker trat am 1. Dezember 1942 in die Kriegsmarine ein. Bis kurz vor Kriegsende war er u. a. an der marineärztlichen Akademie in Tübingen, kam dann zur 6. Vorpostenflottille nach Bordeaux. Als Oberfähnrich zur See kehrte er aus dem Krieg nach Deutschland zurück und schloss bis 1949 sein Studium ab. Im gleichen Jahr erhielt er die Approbation und ein Jahr später promovierte er. Ab 1955 war er als Facharzt für Chirurgie tätig und trat 1956 als Stabsarzt in die Bundeswehr ein.
Er war u. a. Leiter des Stützpunkt-Sanitätsbereiches Kiel/Flensburg, Schiffsarzt auf Z 1 und Z 4, Geschwaderarzt des 2. Minensuchgeschwaders und des 1. Schnellbootgeschwader. 1959 war seine Beförderung zum Oberstabsarzt erfolgt. Beim Admiralarzt der Marine wurde er Referent für Organisation und Wehrmedizin. Anschließend diente er als Divisionsarzt, bevor er als Kommandoarzt zum Flottenkommando und später zum Territorialkommando Schleswig-Holstein kam.
Vom 1. Oktober 1978 bis 1983 war er Leiter der Abteilung III (Marinesanitätsdienst) und zeitgleich Admiralarzt der Marine im Marineamt. Anschließend ging er in den Ruhestand.